# Cubzac-les-Ponts
 Cubzac-les-Ponts, hay còn gọi là Cubzaclà một xã thuộc tỉnh Gironde trong vùng Aquitaine tây nam nước Pháp.

### Sách
- Bardeau, Claude (1988). Cubzac... l'ignorée. Bordeaux, France: self-published.
- Bardeau, Gérard; Bardeau, Claude (1980). Saint-André-de-Cubzac notre pays. self-published.
- Cassagne, Jean-Marie; Korsak, Mariola (2001). Origine des noms de villes et villages. Jean-Michel Bordessoules. tr. 92. ISBN 2-913471-40-4.
- Carmona, Michel (2002). Eiffel. Fayard. tr. 158–168. ISBN 2-213-61204-8.
- Dufaure, Michel. Gironde terre occitane: le cadre géographique. Ostau Occitan. tr. 2–12.
- Reigniez, Pascal (2009). Cubzac et le château des Quatre Fils Aymon. Indes savantes.
- Quancard, Sylvette (2009). Terrefort en Guyenne. self-published.

### Web
- art-et-histoire.com. "Base d'ouvrages en service ou construits au XIXème siècle en France". Truy cập ngày 25 tháng 7 năm 2010.
- Centre d'Études Technique de l'Équipement du Sud-Ouest. "RN 10 Pont de Saint-André de Cubzac" (PDF). Bản gốc (PDF) lưu trữ ngày 20 tháng 7 năm 2011. Truy cập ngày 18 tháng 8 năm 2010.
- Delvarre, Lionel. "Informations géographique sur Cubzac-les-Ponts". Bản gốc lưu trữ ngày 20 tháng 8 năm 2011. Truy cập ngày 25 tháng 7 năm 2010. {{Chú thích web}}: Đã định rõ hơn một tham số trong |author= và |last= (trợ giúp)
- Direction générale de la prévention des risques. "Ma commune face au risque majeur". Bản gốc lưu trữ ngày 24 tháng 7 năm 2011. Truy cập ngày 25 tháng 7 năm 2010.
- Google Maps. "Cubzac-les-Ponts to Bordeaux". Truy cập ngày 19 tháng 8 năm 2010. {{Chú thích web}}: |author= có tên chung (trợ giúp)
- Idrac, Francis (ngày 22 tháng 3 năm 2006). "Arrêté portant modification des limites d'arrondissement dans le département de la Gironde" (PDF). tr. 48. Bản gốc (PDF) lưu trữ ngày 5 tháng 12 năm 2008. Truy cập ngày 25 tháng 7 năm 2010. {{Chú thích web}}: Đã định rõ hơn một tham số trong |author= và |last= (trợ giúp)
- INSEE. "Fiche de la commune de Cubzac-les-Ponts". Truy cập ngày 25 tháng 7 năm 2010.
- INSEE statistiques locales. "Exploitations agricoles" (PDF). tr. 16. Bản gốc (PDF) lưu trữ ngày 27 tháng 7 năm 2011. Truy cập ngày 17 tháng 8 năm 2010.
- Mairie de Cubzac-les-Ponts. "Site de la mairie de Cubzac-les-Ponts". Truy cập ngày 25 tháng 7 năm 2010.
- Meynard, Christophe. "Le Cubzaguais, terre d'estuaire". Bản gốc lưu trữ ngày 7 tháng 1 năm 2013. Truy cập ngày 25 tháng 7 năm 2010. {{Chú thích web}}: Đã định rõ hơn một tham số trong |author= và |last= (trợ giúp)
- Structurae. "Pont ferroviaire de Cubzac". Truy cập ngày 30 tháng 7 năm 2010.
- "Le patrimoine naturel de la Haute Gironde". Bản gốc lưu trữ ngày 11 tháng 7 năm 2011. Truy cập ngày 15 tháng 8 năm 2010.
- Réseau ferré de France. "LGV Sud Europe Atlantique > Les cartes" (PDF). Bản gốc (PDF) lưu trữ ngày 14 tháng 11 năm 2008. Truy cập ngày 18 tháng 8 năm 2010.
- Patrimoine de France. "Tableau: Le baptême du Christ à Cubzac-les-Ponts". Truy cập ngày 19 tháng 8 năm 2010.
- "Cheval Quancard". Bản gốc lưu trữ ngày 3 tháng 5 năm 2010. Truy cập ngày 14 tháng 9 năm 2010.
- "Saint Julian Hospitaller". Truy cập ngày 19 tháng 10 năm 2010.

## Các tài liệu khác
- Actes de l'Académie des Sciences, Belles Lettres et des Arts de Bordeaux. Quyển 38. 1876.
- Boudet, Richard (1978). Informations Archéologiques Cubzaguaises AOL.
- Gaillard, E. (1899). Histoire du Cubzaguais.
- Goujas, A. (1928). Le Cubzaguais historique et pittoresque.
- Montens, Serge. Les plus beaux ponts de France. tr. 98. ISBN 2862532754.
- Petit, D. (1954). Saint-André-de-Cubzac et Cubzac-les-Ponts. Éditions Jean-Lacoste.
- Prade, Marcel. Ponts et viaducs au XIXème siècle. tr. 285–287.
- Teycheney, R (1834). La Gironde, revue de Bordeaux: littérature, science, beaux-arts. Quyển 1. tr. 172–179.